# Sedmikráska
Sedmikráska (Bellis) je malý rod asi 10–15 druhů dvouděložných rostlin z čeledi hvězdnicovité. Je původní zejména v Evropě, některé druhy mají přirozený výskyt i v severní Africe nebo Malé Asii. Nejznámějším druhem je sedmikráska chudobka (Bellis perennis), která se jako jediná vyskytuje i v ČR. Sedmikráska chudobka má také léčivé účinky, podporuje odkašlávání a působí protizánětlivě, má jak vnitřní tak i zevní použití, výborná je i při kožních chorobách nebo na otoky a vředy.
Genetické studie rodu Bellis a jemu příbuzného (pravděpodobně sesterského) rodu chudobička (Bellium) prokázaly existenci 15 druhů řazených do rodu sedmikráska (Bellis) a 4 druhy chudobiček. U druhu Bellis azorica, který se vyskytuje na Azorských ostrovech, došlo k polyploidii. Většinou se jedná o trvalky, ale Bellis annua a Bellis microcephala jsou jednoleté rostliny.

## Zástupci
- sedmikráska chudobka (Bellis perennis)

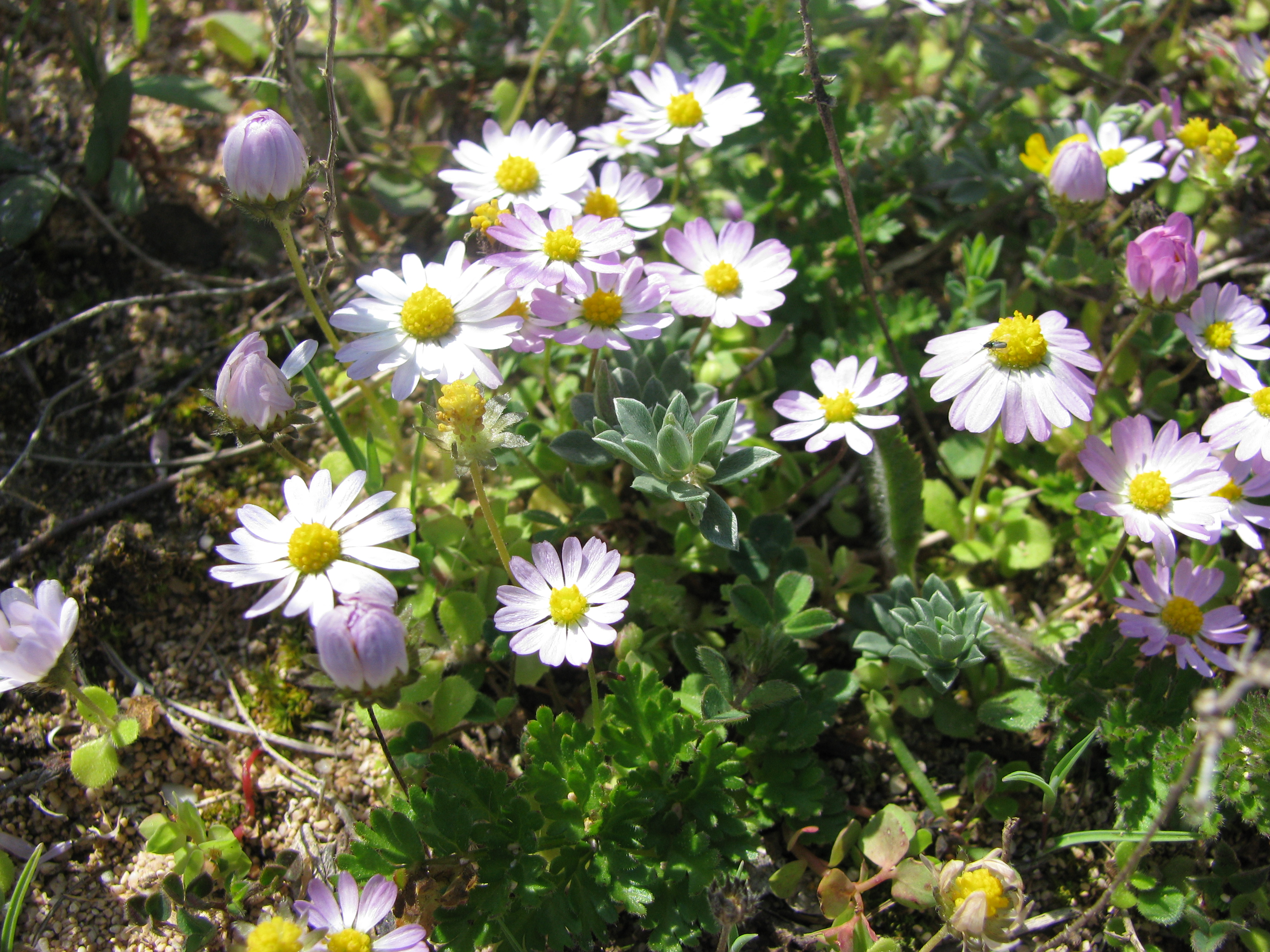
Druh Bellis annua
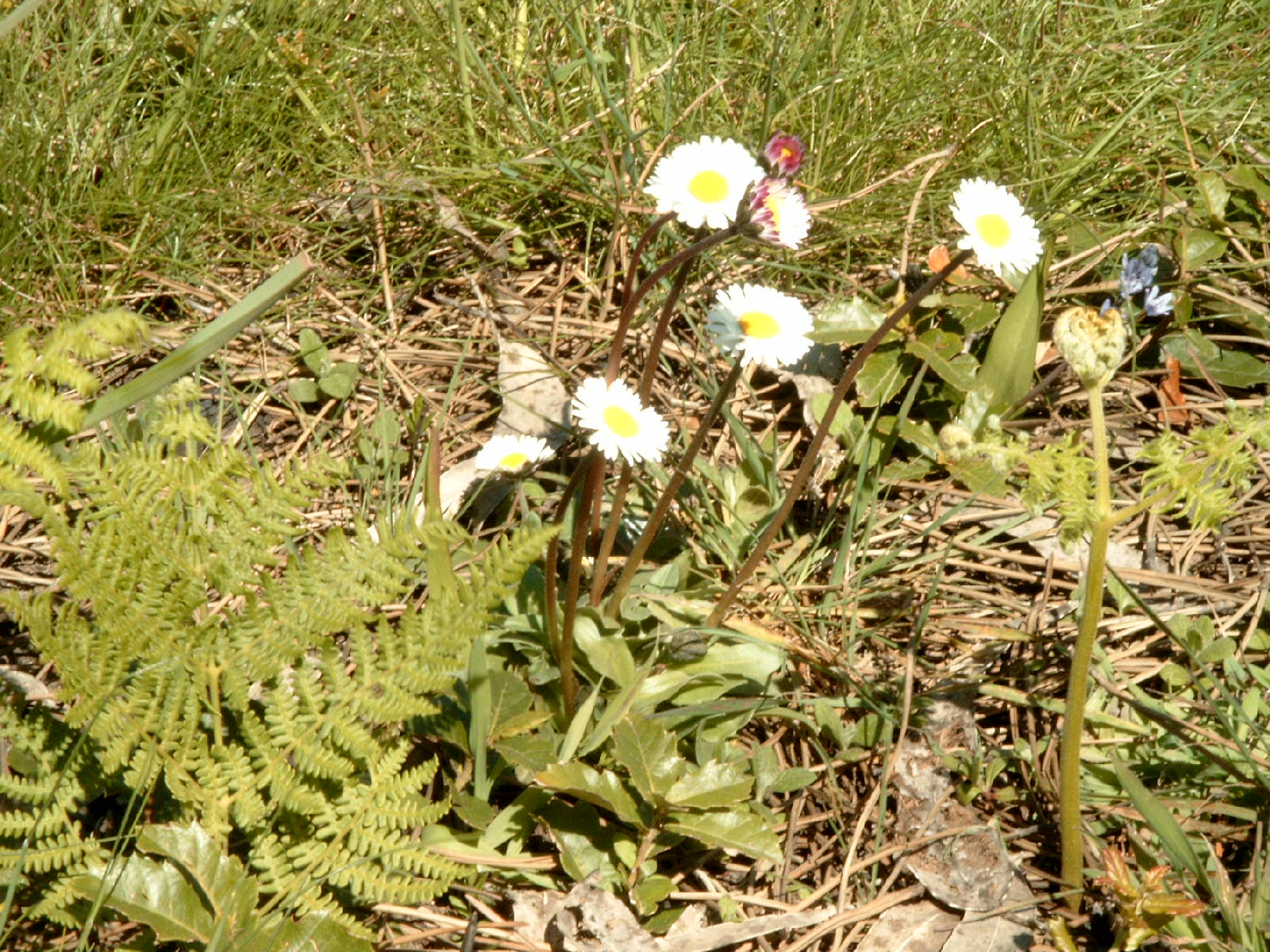
Druh Bellis sylvestris
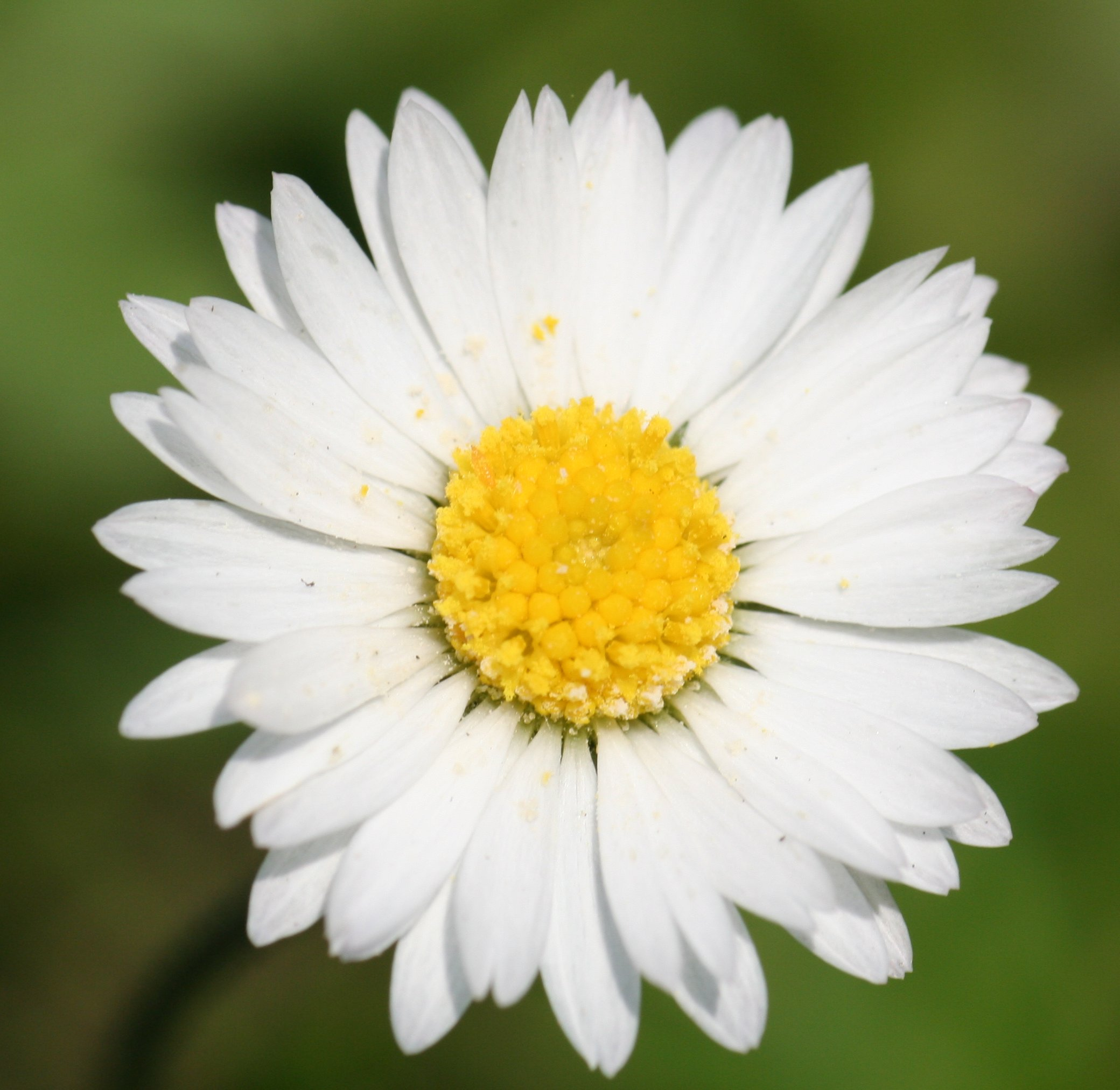
Úbor sedmikrásky chudobky